# Fritz Schönfeld
Fritz Schönfeld (* 5. August 1895 in Berlin als Friedrich Albert Schönfeld; † um 31. Oktober 1944 im KZ Auschwitz-Birkenau) war ein deutscher Theaterschauspieler und Regisseur.

## Leben
Schönfeld war ein Sohn des Rechtsanwalts und Notars David Schönfeld und seiner Ehefrau Johanna Ring, die beide aus Oberschlesien stammten.
Er begann seine Bühnenlaufbahn nach seinem Militärdienst zum Ende des Ersten Weltkriegs, in der Spielzeit 1918/19, am Deutschen Theater in der zu diesem Zeitpunkt noch deutsch-besetzten kurländischen Ostseestadt Libau (Liepāja im heutigen Lettland). Bereits 1919 kehrte er nach Deutschland heim, um einer drei Spielzeiten umfassenden Verpflichtung ans Stadttheater von Minden nachzukommen. In der Folgezeit spielte Schönfeld an Bühnen in Stettin ('Bellevue-Theater'), Bremerhaven (Stadttheater), Saarbrücken (am 'Stadttheater', an dem er auch erstmals Regie führen durfte) und ab 1928 in Berlin ('Lustspielhaus', Deutsches Volkstheater).
Von der Machtübernahme durch die Nationalsozialisten wurde Schönfeld während seiner Tätigkeit als Regisseur und Schauspieler am Potsdamer Schauspielhaus überrascht und noch im selben Jahr (1933) entlassen. Dabei lobte ausgerechnet das NSDAP-Kampfblatt Völkischer Beobachter im Kulturteil seiner ersten Ausgabe im Dritten Reich, am 31. Januar 1933 Schönfeld in seiner Eigenschaft als Regisseur am Potsdamer Schauspielhaus. Kritiker Cobü. kommentierte das, wie er es nannte, „harmlos-heitere Intrigenspiel ‘Die Schlange’“ wie folgt: „Die Spielleitung (Fritz Schönfeld) wußte den leichten Lustspielton, der das Ganze beschwingt, gut zu treffen und bis zum Ende durchzuhalten“. Es sollte die letzte wohlwollende Kritik für den jüdischen Künstler bleiben.
Schönfeld schloss sich schließlich dem Jüdischen Kulturbund an, bis er verhaftet wurde. Er wurde am 17. März 1943 von Berlin in das Ghetto Theresienstadt und am 29. September 1944 weiter in das KZ Auschwitz-Birkenau deportiert. Dort wurde er Ende Oktober 1944, nahezu zeitgleich wie seine Kollegen Kurt Gerron und Otto Wallburg, vergast.